# グリーン・カード (映画)
『グリーン・カード』（Green Card）は、1990年制作のアメリカ合衆国のロマンティック・コメディ映画。第48回ゴールデングローブ賞作品賞、主演男優賞受賞。

## ストーリー
ニューヨークで一組のカップルが結婚式を挙げた。だが2人は今日が初対面だった。園芸家のブロンティは安くて温室のあるアパートに住みたかったが、そのアパートは単身者では入居できなかった。一方、フランスからやってきたアーティストのジョージは、長期滞在の外国人永住権（グリーン・カード）を得るためにアメリカ人の妻が必要だった。
お互いの利害が一致した2人は書類だけの結婚（偽装結婚）をし、望みのものを手に入れた。ところがある日、入国管理局の調査員が偽装結婚でないかをチェックするために家を訪れるという。根掘り葉掘り質問する調査員を何とか誤魔化したものの、ひと月後の本格的な調査の面接に備える必要があった。お互いの趣味や生い立ちを暗記し、屋上でバカンスのニセ写真を撮ったりするうちに2人は惹かれ合っていった。
入国管理局の2人への面接は打ち合わせ通り進んでいたが、ジョージがある質問で間違ってしまい、とっさに暗記できなかったことを呟いてしまう。しかたなく偽造結婚を打ち明けるが、ブロンティに罪はないと伝える。
偽装結婚が発覚してアメリカから強制退去させるジョージに、ブロンティは愛の告白をするのであった。

## キャスト
※括弧内は日本語吹替
- ジョージ・フォレー - ジェラール・ドパルデュー（田中秀幸）
- ブロンティ・パリッシュ - アンディ・マクダウェル（島本須美）
- ローレン・アドラー - ビビ・ニューワース（藤生聖子）
- フィル - グレッグ・エデルマン（石塚運昇）
- 弁護士 - ロバート・プロスキー（勝田久）
- ゴルスキー - イーサン・フィリップス（池田勝）
- シーハン - メアリー・ルイーズ・ウィルソン
- ブロンティの母親 - ロイス・スミス
- ブロンティの父親 - コンラッド・マクラレン（松岡文雄）
- オスカー - ダニー・デニス（峰恵研）
- ハリー - ジョン・スペンサー（辻親八）
- アントン - ロナルド・ガットマン（佐藤正治）